# International Auditing and Assurance Standards Board
O International Auditing and Assurance Standards Board (IAASB) é um órgão de normas independente que emite normas, como as Normas Internacionais de Auditoria (Internacional Standards on Auditing — ISA), diretrizes de controle de qualidade e outros serviços, para apoiar a auditoria de demonstrações financeiras. É um órgão apoiado pela Federação Internacional de Contadores (IFAC). O Public Interest Oversight Board supervisiona o IAASB, garantindo que os padrões sejam de interesse público.
Para garantir que os padrões propostos sejam de interesse público, o IAASB consulta seu Grupo Consultivo, composto por definidores de padrões, várias organizações internacionais dos setores público e privado e reguladores. Os representantes incluem um equilíbrio de usuários e preparações de demonstrações financeiras e, dentro do possível, devem ser equilibrados geograficamente.
O IAASB foi fundado em março de 1978. Era anteriormente conhecido como International Auditing Practices Committee (IAPC).
O trabalho inicial do IAPC concentrou-se em três áreas: objeto e escopo das auditorias de demonstrações financeiras, cartas de contratação e diretrizes gerais de auditoria. Em 1991, as diretrizes da IAPC foram recodificadas como Normas Internacionais de Auditoria (ISAs).
Em 2001, foi realizada uma revisão abrangente do IAPC e no ano seguinte, o IAPC foi reconstituído como Conselho Internacional de Normas de Auditoria e Garantia (IAASB). Em 2003, a IFAC aprovou uma série de reformas destinadas, entre outras coisas, a fortalecer ainda mais seus processos de definição de padrões, incluindo os do IAASB, para que atendam ao interesse público.
O IAASB iniciou o Projeto Clareza em 2004, um programa abrangente para aumentar a clareza de suas ISAs. Este programa envolveu a aplicação de novas convenções a todas as ISAs, seja como parte de uma revisão substantiva ou por meio de uma reformulação limitada para refletir as novas convenções e questões de clareza em geral.
1. ↑  «IAASB». International Federation of Accountants. Consultado em 26 de julho de 2013
2. ↑  «International Auditing and Assurance Standards Board (IAASB)». Deloitte. Consultado em 26 de julho de 2013
3. ↑  «Knowledge guide to International Standards on Auditing (ISA)». Institute of Chartered Accountants in England and Wales. Consultado em 26 de julho de 2013
4. ↑  «Public Interest Oversight Board». International Federation of Accountants. Consultado em 27 de julho de 2013
5. ↑  Norris, Floyd (1 de março de 2005). «Global Overseer of Auditing Rules Is Born». The New York Times. Consultado em 27 de julho de 2013